# Ли, Алекс (футболист)
Александер Фрэнсис Вей Чен Ли (англ. Alexander Francis Vei Chen Lee; 15 января 1990, Роквилл, Мэриленд, США), также известный как Алекс Ли — гуамский футболист, защитник (может выступать на позиции опорного полузащитника).

## Клубная карьера

### Молодёжная карьера
В 2008—2011 годах Ли обучался в Мэрилендском университете в Колледж-Парке по специальности «Общая биология» и играл за университетскую футбольную команду «Мэриленд Террапинс» в Национальной ассоциации студенческого спорта. Большую часть сезона 2009 он пропустил из-за травмы, полученной в автомобильной аварии.
В 2011 году Алекс также играл за клуб Премьер-лиги развития ЮСЛ «Реал Мэриленд Монаркс».

### Клубная карьера
17 января 2012 года на Дополнительном драфте MLS Ли был выбран в первом раунде под общим 11-м номером клубом «Даллас». Клуб подписал с ним контракт 13 марта того же года. Ли выступал за резервный состав «Далласа», но не сыграл ни одного матча за основной состав, и по окончании сезона 2012 покинул клуб.
5 марта 2013 года Ли подписал контракт с клубом USL Pro «Ричмонд Кикерс».

## Личная жизнь
У Алекса есть два брата: близнец Джастин и младший брат Нейт, которые также представляли Гуам на международном уровне. Все трое дебютировали за национальную команду в одной и той же игре против Гонконга 28 марта 2015 года.